# Isola di Lavrov (Mar Glaciale Artico)
L'isola di Lavrov (in russo остров Лаврова, ostrov Lavrova) è un'isola russa che fa parte dell'arcipelago di Severnaja Zemlja ed è bagnata dal mare di Laptev.
Amministrativamente fa parte del distretto di Tajmyr del Territorio di Krasnojarsk, nel Circondario federale della Siberia.

## Origine del nome
L'isola è stata così chiamata in onore dell'ammiraglio Michail Andreevič Lavrov (1799-1882), esploratore polare, che prese parte alla spedizione di Fëdor Petrovič Litke negli anni 1821-1824.

## Geografia
L'isola è situata nella parte orientale dell'arcipelago ad una distanza di 1,5 km a est della costa nord-orientale dell'isola Bolscevica. Si trova di fronte agli estuari dei fiumi Pjatiuglovka e Nezametnaja (Пятиугловка e Незаметная) e tra due insenature: la baia Derjugina (бухта Дерюгина) a nord e la baia Zakrytaja (бухта Закрытая) a sud-ovest. Lavrov è lunga circa 6 km e larga 1,4 km, la sua altezza varia da 6 m nella parte orientale a 10 m a ovest; l'isola presenta alcune penisole lunghe e strette. Alla sua estremità orientale vi è un punto geodetico.
Tra l'isola di Lavrov e l'isola Bolscevica si trovano due isolette: una senza nome a sud e l'isola Novyj (остров Новый) a ovest.